# Myckelmossa herrgård

Myckelmossa herrgård är en herrgård i Norrköpings kommun (Simonstorps socken) i Östergötlands län.

## Historia
Myckelmossa herrgård är belägen i Simonstorps socken i Bråbo härad. Gården tillhörde adelsfamiljen Franc och von Berchner. På 1750-talet tillhörde gården änkefru Ulrika Eleonora Ridderstolpe, som gifte sig med greve Wolter Reinhold von Stackelberg. På 1870-talet ägdes gården av brukspatron Carl Edvard Ekman på Finspångs slott.